# Elophila faulalis
Elophila faulalis is een vlinder uit de familie van de grasmotten (Crambidae), uit de onderfamilie van de Acentropinae. De wetenschappelijke naam van deze soort is voor het eerst gepubliceerd in 1859 door Francis Walker als Leucochroma faulalis.
De soort komt voor in Canada en de Verenigde Staten.